# Краевский, Рафал
Рафал (Рафаил) Краевский (пол. Rafał, Rafail Krajewski; 24 октября 1834, д. Лемпице (ныне гмина Покшивница, Пултуского повята, Мазовецкого воеводства, Польши) — 5 августа 1864, Варшава) — польский политический деятель, революционер, один из руководителей восстания 1863 года, архитектор и поэт, министр национального правительства Январского восстания 1863-64 годов

## Биография
Происходил из старинного дворянского рода польской шляхты герба Ясенчик.
Был третьим ребенком (из 9 детей) в семье владельца деревни Лемпице — Войцеха Краевского (1801—1852) и Паулины, урождённой Марковской (1806—1848).
Еще учась в гимназии, потерял мать, которая умерла от болезни. Во время обучения в Школе изящных искусств потерял отца и был вынужден заботиться о малолетних сестрах и брате.
После окончания гимназии с 1850 по 1854 гг. учился в Варшавской Школе изящных искусств. Затем, после прохождения большой практики, получил патент дипломированного архитектора и занялся самостоятельными архитектурными работами. Среди его наиболее значимых проектов числится проектирование и восстановление здания сгоревшей Варшавской ратуши (т. н. «Дворца Яблоновских»).
Написал несколько не опубликованных романов, а его многочисленное стихотворения «кружили» в копиях среди знакомых. Играл в маленьких любительских театрах в домах Burchardyw и Prackich. Был в приятельских отношениях с Нарцизой Жмиховской (1819 или 1825?-1876), известной польской писательницей и патриоткой.
Во второй половине 1850-х гг. активно включился в подпольную национально-освободительную деятельность против российского самодержавия за независимость Польши.
После февральских революционных событий 1861 г. Краевский стал работать с дирекцией констеблей (прим.: констебль — административная должность, как правило, в правоохранительных органах). В 1862 году был призван на работу в техническом и гигиеническом комитетах при варшавском Городском Совете.
С декабря 1862 г. по февраль 1863 г. находился за границей. Был в Кракове, Германии (Дрезден, Лейпциг, Мюнхен, Хайдельберг), Париже и Вене. Помимо неустановленных политических мотивов предположительно занимался там и семейными делами по поводу открывшегося наследственного дела своего близкого родственника майора-артиллериста Дембицкого Людвика Наполеона, погибшего в 1836 г. в Техасе.
По приезде в Варшаву в феврале 1863 вошёл в состав сформированной под руководством Стефана Бобровского Исполнительной комиссии повстанцев, затем стал работать в центральной повстанческой организации, где возглавил Wydział Spraw Wewnętrznych — WSW (Отдел Внутренних Дел — потом Министерство).
Опасаясь за себя и семьи с 1861 года жил на конспиративных квартирах, постоянно их меняя, и у друзей. Пережил несколько покушений, но остался жив.
10 марта 1864 г. после почти полного подавления восстания, был арестован русскими властями и заключен в Варшавскую Цитадель. Неоднократно избивался надсмотрщиками, частично потерял зубы, несколько недель сидел почти без пищи в карцере в сыром подвале.
19 июля 1864 приговорён военным судом к смертной казни через повешение. Публичная казнь в присутствии 30 тысяч горожан состоялась 5 августа 1864 г. Рафал Краевский был казнен вместе с другими членами польского подпольного правительства: Романом Жулиньским, Ромуальдом Траугуттом, Яном Езёранским и Юзефом Точиньским. По свидетельству российского журналиста и историка восстания Берга Н. В., находившегося в десяти шагах от виселицы, первым повесили Ромуальда Траугутта, вторым — Рафала Краевского.
По письменному свидетельству того же Берга Н. В., за 2 часа до казни Рафал Краевский в присутствии русского генерала Лебедева (заместителя варшавского военного начальника) имел в тюремной камере свидание с женой и трехлетним сыном.
До сих пор точно неизвестно, где повешенные были захоронены. Найденные в 1916 году останки, предположительно им принадлежащие, сейчас хранятся в варшавском костеле в Белянах.

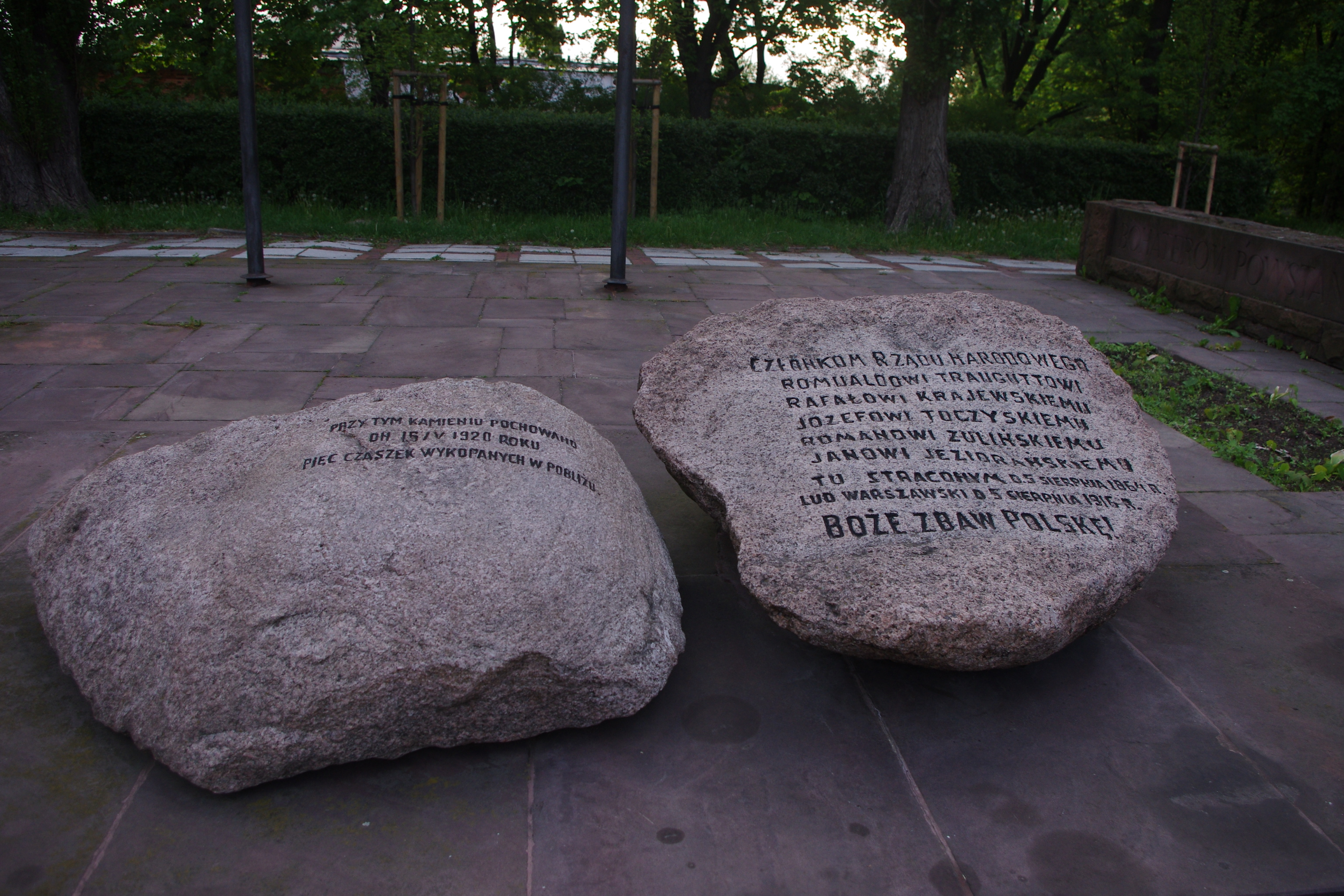
Символический камень на месте казни Р. Краевского и других руководителей польского восстания 1863 г.

В память о казнëнных в Варшавской цитадели установлены памятные камень и крест, открыт музей в X Павильоне цитадели.
Именем Рафала Краевского и его друзей, погибших за свободу и независимость поляков от российского самодержавия, названы улицы и предприятия в городах Польши.
После падения Январского восстания многие члены семьи Краевских, спасаясь от смерти или ссылки, покинули русскую аннексию (территорию). Часть из них поселилась на немецкой территории в районе города Познань, а жена Рафала с сыном Яном выехала на юг Восточной Пруссии и поселилась в Миспельзее  (в н.вр. - Емилолово)  возле сегодняшнего Ольштынка. Здесь подросший Ян (уже как немецкий гражданин Иоганн), создал семью — венчался с Агнес из дома Schnettkowski (Сшетковска) из Дывиту. Имели восьмерых детей: Иоганна (Яна), близнецов Юзефа и Агнес - умерших в детстве, а также Петра-Павла, Веронику, Монику, Анну и Бернарда.
В августе 1914 года Петр-Павел Ян (внук Рафала) как залоговый пленный был интернирован русскими войсками и сослан в Сибирь (Тобольск и Омск). В Сибири (в Омской области) имел семью и детей. В 1928 г. был раскулачен, в 1938 г. сидел в челябинской тюрьме по надуманному обвинению по пяти пунктам ст.58 УК РСФСР как шпион и диверсант. Судом был признан «врагом советского народа» и принудительно выслан в Варшаву. Полностью реабилитирован в 1989 году Прокуратурой СССР как необоснованно осужденный по политическим мотивам. Умер в 1955 г.  Его потерянная могила после   долгих и трудных поисков была разыскана в 2019 г. его родным омским внуком. 
Про остальных известно, что  Вероника и брат  проживали в Пабьянице, где Бернард с 1933 г. (с некоторыми перерывами) до своей смерти в 1963 г. был владельцем фотосалона.  
После 2 Мировой войны Вероника, Моника и Анна переехали в США, где все и умерли в разные годы.
В настоящее время потомки Рафала Краевского проживают в России, Польше, Украине, США, Германии, Великобритании и Швейцарии.